# Amblyglyphidodon curacao
 Amblyglyphidodon curacao és una espècie de peix de la família dels pomacèntrids i de l'ordre dels perciformes.

## Morfologia
Els mascles poden assolir els 11 cm de longitud total.

## Distribució geogràfica
Es troba des de l'Índic oriental i Malàisia fins a Samoa, Tonga, les Illes Ryukyu i la Gran Barrera de Corall.